# 胡林 (捷克)
胡林是捷克的城鎮，位於該國東部，距離克羅梅日什6公里，由茲林州負責管轄，面積32.14平方公里，海拔高度191米，鎮上的教堂在十八世紀被大火燒毀，2007年人口7,427。